# الإنساليات المخلقة
يشير مصطلح الإنساليات المخلقة (بالإنجليزية: Morphogenetic robotics)‏ بشكل عام إلى المناهج التي تتناول التحديات في مجال الإنساليات المستوحاة من التشكل الحيوي.

## الخلفية

### الاختلاف عن التخلق المتوالي
إنساليات التكوين التشكيلي متصلة بإنساليات التخلق المتوالي ولكنها تختلف عنها. والفرق الرئيسي بين إنساليات التكوين التشكيلي و«إنساليات التخلق المتوالي» هو أن الأول يركز على التنظيم الذاتي وإعادة التشكيل الذاتي والتجميع الذاتي والتحكم ذاتي التكيف للإنساليات باستخدام آلياتٍ جينية وخلوية مستوحاة من التخلق الحيوي المبكر (التطور المستقل عن النشاط)؛ حيث يتطور جسم الكائن الحي ووحدة التحكم لديه في وقتٍ واحد، بينما يركز النوع الثاني على تطور القدرات الإدراكية للإنساليات، مثل اللغة والعاطفة والمهارات الاجتماعية من خلال التجربة والخبرة التي يكتسبها خلال عمره (التطور المعتمد على النشاط). وترتبط إنساليات التكوين التشكيلي ارتباطًا وثيقًا بعلم الأحياء الإنمائي وعلم أحياء الأنظمة، في حين أن إنساليات التكوين التشكيلي ترتبط بعلم الأعصاب الإدراكي التنموي المنبثق من علوم الإدراك وعلم النفس الإنمائي وعلم الأعصاب.

### الموضوعات
تتضمن إنساليات التكوين التشكيلي - ولا تقتصر على- الموضوعات الرئيسية التالية:
- «إنساليات التكوين التشكيلي السربية» تتعامل مع التنظيم الذاتي لإنساليات متعددةٍ باستخدام آلياتٍ جينية وخلوية تنظم التخلُّقِ الحيوي المبكر؛[4][5][6][7][8][9]
- «إنساليات التكوين التشكيلي التركيبية» وهي عندما تُوائم إنسالياتٌ تركيبية تشكيلتها ذاتيًا باستخدام مبادئ التخلُّقِ؛[10][11]
- «الأساليب الإنمائية» وتبحث في تصميم خطة الجسم للإنساليات؛ مثل أجهزة الاستشعار والمشغلات فضلاً عن تصميم وحدة التحكم؛ مثل وحدة تحكم عصبيٍ باستخدام جين الترميز الإنتاجي [12] من نموذج الشبكة التنظيمية.[13][14][15][16][17]

## وصلات خارجية
- A website on Morphogenetic Robotics maintained by Prof. Yaochu Jin
- European Projects: Symbiotic Evolutionary Robot Organisms (SYMBRION)and Robotic Evolutionary Self-Programming and Self-Assembling Organisms (REPLICATOR)
- Laboratory of Intelligent Systems of Prof. Dario Floriano
- Cornell Computational Synthesis Laboratory of Prof. Hod Lipson
- Dynamic and Evolutionary Machine Organization Lab of Prof. John Pollack